# ICN Business School
ICN Business School – europejska szkoła biznesowa posiadająca cztery kampusy: w Berlinie, Nancy, La Défense i Norymberdze. Założona w 1905. We Francji posiada status grande école.
W 2019 roku ICN uplasowała się na 69 miejscu pośród wszystkich szkół biznesowych w Europie.
Programy studiów realizowane przez ICN BS posiadają potrójną akredytację przyznaną przez AMBA, EQUIS oraz AACSB. Wśród najznamienitszych absolwentów tej uczelni znajdują się między innymi: Daniel Kablan Duncan (ekonomista i polityk Wybrzeża Kości Słoniowej) i Nicolas Thévenin (francuski duchowny katolicki, arcybiskup).